# Calymmodesmus biensifer
Calymmodesmus biensifer är en mångfotingart som beskrevs av Loomis 1959. Calymmodesmus biensifer ingår i släktet Calymmodesmus och familjen Stylodesmidae. Inga underarter finns listade i Catalogue of Life.